# Koleraen
Koleraen er en dansk stum komediefilm fra 1912 produceret af Nordisk Films Kompagni og instrueret af Christian Schrøder efter manuskript af Alfred Kjerulf.
Filmen blev i tysktalende lande distribueret som Viel Geschrei und wenig Wolle, i Sverige som Koleran og i fransktalende lande som Le choléra. Filmen havde i Finland premiere den 17. februar 1913.

## Handling
Fabrikant Kryger er gift med en nydelig hustru, men det forhindrer ham ikke i at møde andre af hans gamle veninder, og fabrikantens hustru gør gengæld og interesserer sig for fabrikantens gode ven, direktør Smidt. En aften har fabrikant Kryger inviteret en gammel veninde, Tulle,  på natrestaurant, hvor også hustruen og direktør Smidt har aftalt at mødes. Under middagen får Tulle et ildebefindende og må på hospitalet. På hospitalet møder hun en gammel flamme, den unge læge. Den unge læge vil gerne genoptage forbindelsen, så han finder på, at Tulle har Kolera, hvorfor hun straks må på enestue. Men da betjenten hører om koleratilfældet, beordrer politiet, at alle på restauranten må opsøges og overføres til epidemihospitalet. Betjenten kommer til fabrikanten, hvor også direktør Smidt og fabrikatens hustru er til stede, og alle beordres i karantæne. Heldigvis dukker Tulle op og forklarer, at det hele blot er en misforståelse. Efter et større opgør, er alle enige om, at de ikke har noget at lade hinanden høre.

## Medvirkende
- Carl Lauritzen
- Karen Lund
- Lauritz Olsen
- Agnes Lorentzen
- Emil Henriksen
- Parly Petersen
- Carl Petersen
- Jenny Roelsgaard